# Václav Černý

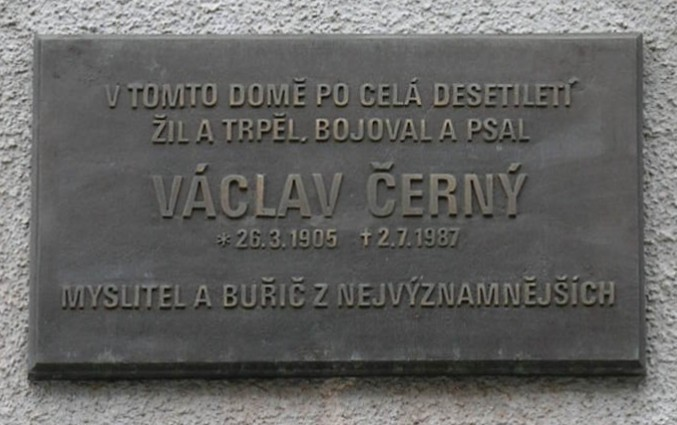
Pamětní deska na domě v Zelené ulici v Praze-Bubenči

Václav Černý (26. března 1905 Jizbice u Náchoda – 2. července 1987 Praha) byl český literární vědec, spisovatel, překladatel a filozof.

## Život
Po maturitě (1924) na Carnotově lyceu v Dijonu studoval bohemistiku a romanistiku, studia úspěšně zakončil roku 1929 (s prospěchem 1,00). Od roku 1930 pracoval v Ženevě, kde se roku 1931 stal docentem srovnávacích literatur a obecné literární vědy. Roku 1936 se stal docentem na Karlově univerzitě a od roku 1938 působil jako mimořádný profesor i na Masarykově univerzitě v Brně. Od tohoto roku též redigoval Kritický měsíčník, ten redigoval až do roku 1942 a po jeho obnovení i v letech 1945–1948. Po uzavření vysokých škol působil jako učitel na gymnáziu, po druhé světové válce se stal profesorem srovnávacích literárních dějin na Filozofické fakultě UK v Praze. Během druhé světové války se podílel na organizaci českého protinacistického odboje, 11. ledna 1945 byl zatčen gestapem a do konce války byl vězněn a vyšetřován na Pankráci. Řádným členem České akademie věd a umění se stal dne 18. června 1946.
V textu Kultura na prahu zítřka z roku 1946 se prohlásil za vědeckého socialistu a za člověka s kladným poměrem ke komunistické straně. Pro své spory s marxistickým výkladem dějin literatury však přesto v roce 1951 opustil univerzitu. O rok později byl držen ve vyšetřovací vazbě a po několika měsících soudem osvobozen. Po návratu z vazby pracoval v Kabinetu pro moderní filologii v Československé akademii věd. Od roku 1968 opět vyučoval na univerzitě, ale roku 1970 odešel do důchodu. Po tomto roce jeho práce vycházely pouze v zahraničí. V prosinci 1976 podepsal Prohlášení Charty 77. Dlouhodobě spolupracoval s novinami Lidová demokracie, ve kterých publikoval především texty o literatuře.
Zemřel 2. července 1987 v Praze. Pohřben byl do urnového hrobu na Evangelickém hřbitově v Praze-Strašnicích.

## Dílo
Jeho dílo mělo blízko k existencialismu, kterým se zabýval po teoretické stránce. Dále se zabýval francouzskou literaturou, barokní a později i staročeskou literaturou. Dalším jeho oblíbeným tématem byl romantismus.
Černý se k literatuře stavěl jako k projevu individualismu, což nutně vedlo ke střetu se socialistickými kolektivistickými teoriemi. Sám se označoval za radikálního socialistu, podle svého tvrzení z roku 1946 přijímal "v plném rozsahu i jejich formách cíle komunistické přestavby lidské společnosti", marxismus  ale z filozofického hlediska podroboval kritice.
- Ideové kořeny současného umění, 1929
- Karel Čapek, 1936
- Esej o básnickém baroku, 1937
- Meditace o romantickém neklidu, 1943
- Pozdrav mrtvým, 1945
- Boje a směry socialistické kultury, 1946
- První sešit o existencialismu, 1948
- Druhý sešit o existencialismu, 1948, vyšel až v r. 1992 společně s „Prvním sešitem o existencialismu“
- Osobnost tvorba a boj, 1947
- Středověká milostná lyrika, 1948
- Jaroslav Seifert, 1954
- Staročeský mastičkář, 1955
- Lid a literatura ve středověku, zvláště pak v románských zemích, 1958
- Knížka o Babičce, 1963
- Středověké drama, 1964
- Studie ze starší světové literatury, 1969
- Studie a eseje z moderní světové literatury, 1969
- Až do předsíně nebes : čtrnáct studií o baroku našem i cizím, 1972, vydáno až v roce 1996 [edičně připravila Jarmila Víšková, doslov Alexandr Stich]
- O povaze naší kultury, 1981
- Paměti, čtyři díly, původně v cizině, v ČR až v letech 1992–1993
- Úvod do literární historie, texty seminářů na katedře literatury srovnávací a obecné FF UK z let 1969/1970, vydáno posmrtně v roce 1993
- Eseje o české a slovenské próze , 1994
- V zúženém prostoru, 1994
- Skutečnost a svoboda, 1995
- Vývoj a zločiny panslavismu, 1995

Mimo vlastní činnost působil též jako překladatel, především z románských jazyků (přeložil například Eseje Michela de Montaigne nebo Cervantesova Dona Quijota). Dalším významným dílem bylo uspořádání básnického almanachu s názvem Jarní almanach básnický, který vyšel roku 1940, byl zaměřen na generaci kolem Jiřího Ortena, jehož dílo v roce 1947 vydal.